# Villa Beaulieu
La villa Beaulieu est une maison située en France sur la commune de Divonne-les-Bains, dans le département de l'Ain en région Auvergne-Rhône-Alpes.
Elle fait l’objet d'une inscription au titre des monuments historiques depuis le 7 juillet 1994.

## Description
La maison est située dans le département français de l'Ain, sur la commune de Divonne-les-Bains. L’édifice est inscrit au titre des monuments historiques.
Cet élégant bâtiment en pierre de taille, de style néoclassique, donne sur la place de l’église. Les lignes horizontales, majoritaires, sont surlignées d’une manière qui rappelle Claude-Nicolas Ledoux. Le fronton arrondi et les œil-de-bœufs circulaires adoucissent son aspect. Comme le bâtiment est inscrit à l’inventaire supplémentaire des monuments historiques (arrêté du 29 mars 1994). À ce titre, les propriétaires l’ouvrent une fois par an, pour les Journées du Patrimoine pour une visite guidée.
La villa Beaulieu a été construite en 1772 par la famille Barberat (ou Barbezat) qui s’était enrichie grâce à son battoir sur la Divonne. La grande roue à aubes qui actionnait ce battoir existe toujours ; on la voit depuis le pont qui enjambe la Divonne, rue du Prieuré. Elle a été restaurée au XXe siècle.
D’après l’association ARPADI, les Barberat font partie des Savoyards catholiques attirés à Divonne à l’époque de la Contre-Réforme dans le sillage du Comte de la Forest-Divonne avec l’objectif de « recatholiser » le Pays de Gex majoritairement protestant. Cette migration a profité aux Barberat puisque leur entreprise a prospéré au point qu’ils ont pu faire construire l’une des plus belles demeures du Pays de Gex.

## Historique
La villa est construite en 1772. Le 3 novembre 1874, elle est connue sous la dénomination de « Maison Barberat Auguste » vendue par ce dernier 50 000 francs à la Comtesse de Divonne, puis le 17 septembre 1876 de nouveau vendue par Monsieur le Comte de Divonne (Louis de la Forest) et Madame la Comtesse (Claire De Maillé de la Tour Landry) 52 500 francs aux consorts Grevaz (Sté Civile) comprenant :
- Étienne dit Antoine Grevaz ;
- Louis Grevaz (son frère) ;
- les enfants de Bernard Grevaz (leur frère, décédé).

Le 21 octobre 1949, partage est effectué entre les consorts Grevaz, immeuble indivis entre frères et sœur Grevaz (Georgette, Simone, Auguste, Joseph). L'immeuble est alors transformé en hôtel restaurant, qui sera exploité comme hôtel saisonnier de 1987 à 1992.
Le 7 juillet 1994, l'édifice est inscrit à l'inventaire supplémentaire des monuments historiques français.
En 2009, la villa est transmise à son fils, Bernard Quin qui la réaménage en 2010 de manière à retrouver son plan initial avec la réimplantation des huit œils-de-bœuf en toiture (celle-ci ayant été morcelée pour en faire un hôtel). Avec la participation de l'architecte des monuments historiques, les grandes pièces d'origine ont également été revalorisées, les parquets restaurés, et l'ensemble de la maison isolée avec une modernisation de tous les aménagements intérieurs.
En 2013, il demeure 1 chantier à mener, celui de la valorisation des tentures murales et des trumeaux  du XVIIIe siècle.